# Lowgap (Carolina del Norte)
Lowgap es un lugar designado por el censo ubicado en el condado de Surry en el estado estadounidense de Carolina del Norte. La localidad en el año 2010, tenía una población de 324 habitantes.

## Geografía
Lowgap se encuentra ubicado en las coordenadas 36°31′33.03″N 80°52′2.28″O / 36.5258417, -80.8673000.